# Marius Petipa
Victor Marius Alphonse Petipa, kasneje znan kot Marius Ivanovič Petipa (rusko Мариус Иванович Петипа), francosko-ruski baletnik, pedagog, libretist in koreograf, * 11. marec 1818, Marseille, Francija, † 14. julij 1910, Gurzuf, Krim, Ukrajina.

## Življenje
Po letu 1847 je deloval v Rusiji (kirovski balet). Tam je sodeloval z najvidnejšimi baletnimi skladatelji (npr. Ludwig Minkus, Cesare Pugni, Peter Iljič Čajkovski ...), s katerimi je ustvaril nekaj še danes najimenitnejših baletov (libreta in koreografije za Bajadero, Don Kihota, Hrestača, Labodje jezero).
Njegove koreografije danes veljajo za baletno klasiko.